# Klaus Peter Cadsky

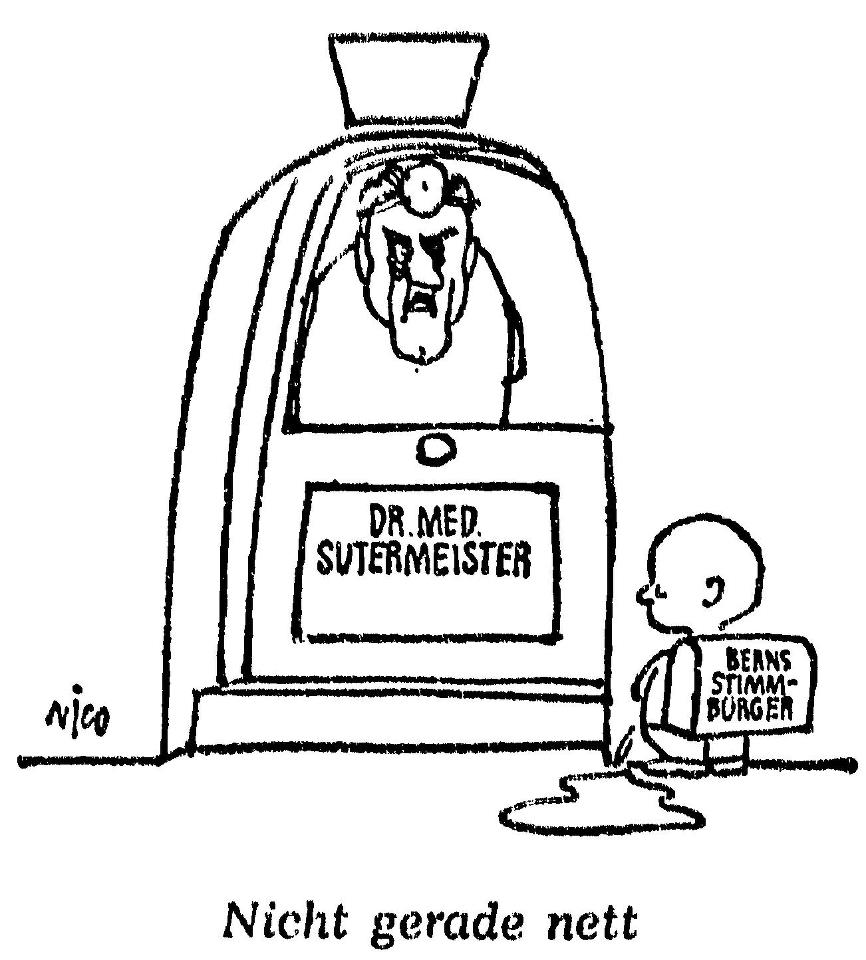
Una de las aproximadamente 35'000 caricaturas que Nico dibujó para el Tages-Anzeiger

Klaus Peter Cadsky, nacido el 3 de agosto de 1937 en Hannover, fallecido el 11 de marzo de 2011 en Solothurn, más conocido bajo el seudónimo de Nico, fue un dibujante suizo-alemán.
En 1957, Cadsky comenzó a trabajar como retocador en un periódico de Lucerna. Al año siguiente se convirtió en un dibujante del Stern alemán, luego del Nebelspalter suizo, cuyo redactor-jefe fue en 1966. También trabajó como "dibujante al vivo" para la televisión suiza. En 1968, Nico se unió al Tages-Anzeiger, donde realizó alrededor de 35.000 dibujos a lo largo de 37 años. Luego se fue al periódico Blick y finalmente se juntó a la AZ Media Group, donde trabajó hasta su muerte en marzo de 2011.